# Cnodocentron girika
Cnodocentron girika är en nattsländeart som beskrevs av Schmid 1982. Cnodocentron girika ingår i släktet Cnodocentron och familjen Xiphocentronidae. Inga underarter finns listade i Catalogue of Life.